# East Guldeford
East Guldeford est une paroisse civile et un village du Sussex de l'Est, en Angleterre.